# آبکافت قلیایی
آبکافت قلیایی در شیمی آلی عبارت است از نوعی واکنش‌های جانشینی هسته‌دوستی که در آن هسته‌دوست حمله کننده یک هیدروکسید است.

## کاربرد
کاربرد این آبکافت در تبدیل مواد آلی جامد به مایع است تا در هنگام دورریز آسان‌تر باشد. مایع‌های تمیزکننده یا بازکنندهٔ گرفتگی چاه‌های فاضلاب از این ویژگی بهره می‌برند تا مو و چربی موجود در لوله‌ها را حل کنند. همچنین گاهی از این روش در از بین بردن جنازه انسان و جانوران به جای دفن کردن یا سوزاندن استفاده می‌شود.